# Existencialismo
O existencialismo é uma família de visões e investigações filosóficas que exploram a luta do indivíduo humano para levar uma vida autêntica, apesar do aparente absurdo ou incompreensibilidade da existência. Ao examinar o sentido, o propósito e o valor, o pensamento existencialista frequentemente inclui conceitos como crises existenciais, angústia, coragem e liberdade.
O existencialismo está associado a vários filósofos europeus dos séculos XIX e XX que compartilhavam uma ênfase no sujeito humano, apesar das diferenças profundas de pensamento. Entre as figuras do século XIX agora associadas ao existencialismo estão os filósofos Søren Kierkegaard e Friedrich Nietzsche, bem como o romancista Fiódor Dostoiévski, todos os quais criticaram o racionalismo e se preocuparam com o problema do sentido. A palavra existencialismo, no entanto, não foi cunhada até meados do século XX, durante o qual se tornou mais associada aos filósofos contemporâneos Jean-Paul Sartre, Martin Heidegger, Simone de Beauvoir, Karl Jaspers, Gabriel Marcel, Paul Tillich e, mais controversamente, Albert Camus.
Muitos existencialistas consideraram as filosofias sistemáticas ou acadêmicas tradicionais, em estilo e conteúdo, muito abstratas e distantes da experiência humana concreta. Uma virtude primária no pensamento existencialista é a autenticidade. O existencialismo influenciaria muitas disciplinas fora da filosofia, incluindo teologia, drama, arte, literatura e psicologia.
A filosofia existencialista abrange uma gama de perspectivas, mas compartilha certos conceitos subjacentes. Entre estes, um princípio central do existencialismo é que a liberdade pessoal, a responsabilidade individual e a escolha deliberada são essenciais para a busca da autodescoberta e a determinação do sentido da vida.

## Etimologia
O termo existencialismo (em francês: L'existentialisme) foi cunhado pelo filósofo católico francês Gabriel Marcel em meados da década de 1940. Quando Marcel aplicou o termo pela primeira vez a Jean-Paul Sartre, em um colóquio em 1945, Sartre o rejeitou. Sartre posteriormente mudou de ideia e, em 29 de outubro de 1945, adotou publicamente o rótulo existencialista em uma palestra no Club Maintenant em Paris, publicada como L'existentialisme est un humanisme (O Existencialismo é um Humanismo), um pequeno livro que ajudou a popularizar o pensamento existencialista. Mais tarde, Marcel rejeitou o próprio rótulo em favor do neosocrático, em homenagem ao ensaio de Kierkegaard "Sobre o Conceito de Ironia".
Alguns estudiosos argumentam que o termo deve ser usado para se referir apenas ao movimento cultural na Europa nas décadas de 1940 e 1950, associado às obras dos filósofos Sartre, Simone de Beauvoir, Maurice Merleau-Ponty e Albert Camus. Outros estendem o termo a Kierkegaard, e outros ainda o estendem até Sócrates. No entanto, é frequentemente identificado com as visões filosóficas de Sartre.

## Questões de definição e contexto
Os rótulos existencialismo e existencialista são frequentemente vistos como conveniências históricas, na medida em que foram aplicados pela primeira vez a muitos filósofos muito depois de terem morrido. Embora o existencialismo seja geralmente considerado como tendo se originado com Kierkegaard, o primeiro filósofo existencialista proeminente a adotar o termo como uma autodescrição foi Sartre. Sartre postula a ideia de que "o que todos os existencialistas têm em comum é a doutrina fundamental de que a existência precede a essência", como explica o filósofo Frederick Copleston. De acordo com o filósofo Steven Crowell, definir o existencialismo tem sido relativamente difícil, e ele argumenta que o mesmo é melhor compreendido como uma abordagem geral usada para rejeitar certas filosofias sistemáticas do que como uma filosofia sistemática em si. Em uma palestra proferida em 1945, Sartre descreveu o existencialismo como "a tentativa de tirar todas as consequências de uma posição de ateísmo consistente". Para outros, o existencialismo não precisa envolver a rejeição de Deus, mas sim "examina a busca do homem mortal por sentido em um universo sem sentido", considerando menos "O que é a boa vida?" (sentir, ser ou fazer o bem), em vez de perguntar "Para que serve a vida?".
Embora muitos fora da Escandinávia considerem que o termo existencialismo tenha se originado a partir de Kierkegaard, é mais provável que Kierkegaard tenha adotado este termo (ou pelo menos o termo "existencial" como uma descrição de sua filosofia) do poeta e crítico literário norueguês Johan Sebastian Cammermeyer Welhaven. Esta afirmação vem de duas fontes:
- O filósofo norueguês Erik Lundestad se refere ao filósofo dinamarquês Fredrik Christian Sibbern. Sibbern supostamente teve duas conversas em 1841, a primeira com Welhaven e a segunda com Kierkegaard. É na primeira conversa que se acredita que Welhaven surgiu com "uma palavra que ele disse cobrir um certo pensamento, que tinha uma atitude próxima e positiva para a vida, um relacionamento que ele descreveu como existencial".[22] Isso foi então trazido a Kierkegaard por Sibbern.
- A segunda alegação vem do historiador norueguês Rune Slagstad, que alegou provar que o próprio Kierkegaard disse que o termo existencial foi emprestado do poeta. Ele acredita fortemente que foi o próprio Kierkegaard quem disse que "os hegelianos não estudam filosofia "existencialmente"; para usar uma frase de Welhaven de uma época em que falei com ele sobre filosofia."[23]

## Conceitos

### A existência precede a essência
Sartre argumentou que uma proposição central do existencialismo é que a existência precede a essência, o que quer dizer que os indivíduos se moldam ao existir e não podem ser percebidos por meio de categorias preconcebidas e a priori (teóricas, teóricamente), uma "essência". A vida real do indivíduo é o que constitui o que poderia ser chamado de sua "verdadeira essência" em vez de uma essência arbitrariamente atribuída que outros usam para defini-los. Os seres humanos, por meio de suas próprias consciências, criam seus próprios valores e determinam um sentido para suas vidas. Essa visão está em contradição com Aristóteles e Tomás de Aquino, que ensinaram que a essência precede a existência individual. Embora tenha sido Sartre quem cunhou explicitamente a frase, noções semelhantes podem ser encontradas no pensamento de filósofos existencialistas como Heidegger e Kierkegaard:

A forma do pensador subjetiva, a forma de sua comunicação, é seu estilo. Sua forma deve ser tão múltipla quanto os opostos que ele mantém juntos. O sistemático eins, zwei, drei (um, dois, três) é uma forma abstrata que também deve inevitavelmente ter problemas sempre que for aplicada ao concreto. No mesmo grau em que o pensador subjetivo é concreto, no mesmo grau sua forma também deve ser concretamente dialética. Mas assim como ele próprio não é um poeta, nem um eticista, nem um dialético, assim também sua forma não é nenhuma dessas diretamente. Sua forma deve primeiro e último estar relacionada à existência, e a esse respeito ele deve ter à sua disposição o poético, o ético, o dialético, o religioso. Caráter subordinado, contexto, etc., que pertencem ao caráter bem equilibrado da produção estética, são em si mesmos amplitude; o pensador subjetivo tem apenas um contexto — existência — e não tem nada a ver com localidades e coisas assim. O contexto não é o país das fadas da imaginação, onde a poesia produz consumação, nem o contexto é estabelecido na Inglaterra, e a precisão histórica não é uma preocupação. O contexto é interioridade em existir como um ser humano; a concreção é a relação das categorias de existência umas com as outras. A precisão histórica e a atualidade histórica são amplitude. Søren Kierkegaard (Pós-escrito de conclusão, Hong pp. 357–358.)
Alguns interpretam o imperativo de definir-se como significando que qualquer um pode desejar ser qualquer coisa. No entanto, um filósofo existencialista diria que tal desejo constitui uma existência inautêntica – o que Sartre chamaria de "má-fé". Em vez disso, a frase deveria ser entendida como se as pessoas fossem definidas apenas na medida em que elas agem e que elas são responsáveis por suas ações. Alguém que age cruelmente com outras pessoas é, por esse ato, definido como uma pessoa cruel. Essas pessoas são elas mesmas responsáveis por suas novas identidades (as de pessoas cruéis). Isso se opõe a seus genes, ou natureza humana, carregarem a culpa.
Como Sartre disse em sua palestra O Existencialismo É um Humanismo: "O homem antes de tudo existe, encontra a si mesmo, surge no mundo — e depois se define." O aspecto mais positivo e terapêutico disto também está implícito: uma pessoa pode escolher agir de uma maneira diferente e ser uma boa pessoa em vez de uma pessoa cruel.
Jonathan Webber interpreta o uso que Sartre faz do termo essência não de uma forma modal, ou seja, como características necessárias, mas de uma forma teleológica: "uma essência é a propriedade relacional de ter um conjunto de partes ordenadas de tal forma a desempenhar coletivamente alguma atividade".:3 Por exemplo, pertence à essência de uma casa manter o mau tempo fora, e é por isso que ela tem paredes e um telhado. Os humanos são diferentes das casas porque — diferentemente das casas — eles não têm um propósito inato: eles são livres para escolher seu próprio propósito e, assim, moldar sua essência; assim, sua existência precede sua essência.:1–4
Sartre está comprometido com uma concepção radical de liberdade: nada fixa nossos propósitos, exceto nós mesmos, nossos projetos não têm peso ou inércia, exceto pelo nosso endosso aos mesmos. Simone de Beauvoir, por outro lado, sustenta que há vários fatores, agrupados sob o termo sedimentação, que oferecem resistência às tentativas de mudar nossa direção na vida. As sedimentações são, elas próprias, produtos de escolhas passadas e podem ser alteradas ao escolher de formas diferentes no presente, mas tais mudanças acontecem lentamente. Elas são uma força de inércia que molda a perspectiva avaliativa do agente sobre o mundo até que a transição esteja completa.:5,9,66
A definição de existencialismo de Sartre foi baseada na obra-prima de Heidegger, Ser e Tempo (1927). Na correspondência com Jean Beaufret, publicada mais tarde como Carta sobre o Humanismo, Heidegger deu a entender que Sartre o entendeu mal para seus próprios propósitos de subjetivismo, e que ele não quis dizer que as ações têm precedência sobre o ser, desde que essas ações não sejam refletidas. Heidegger comentou que "a reversão de uma declaração metafísica continua sendo uma declaração metafísica", o que significa que ele pensava que Sartre havia simplesmente trocado os papéis tradicionalmente atribuídos à essência e à existência sem questionar esses conceitos e sua história.

### O absurdo

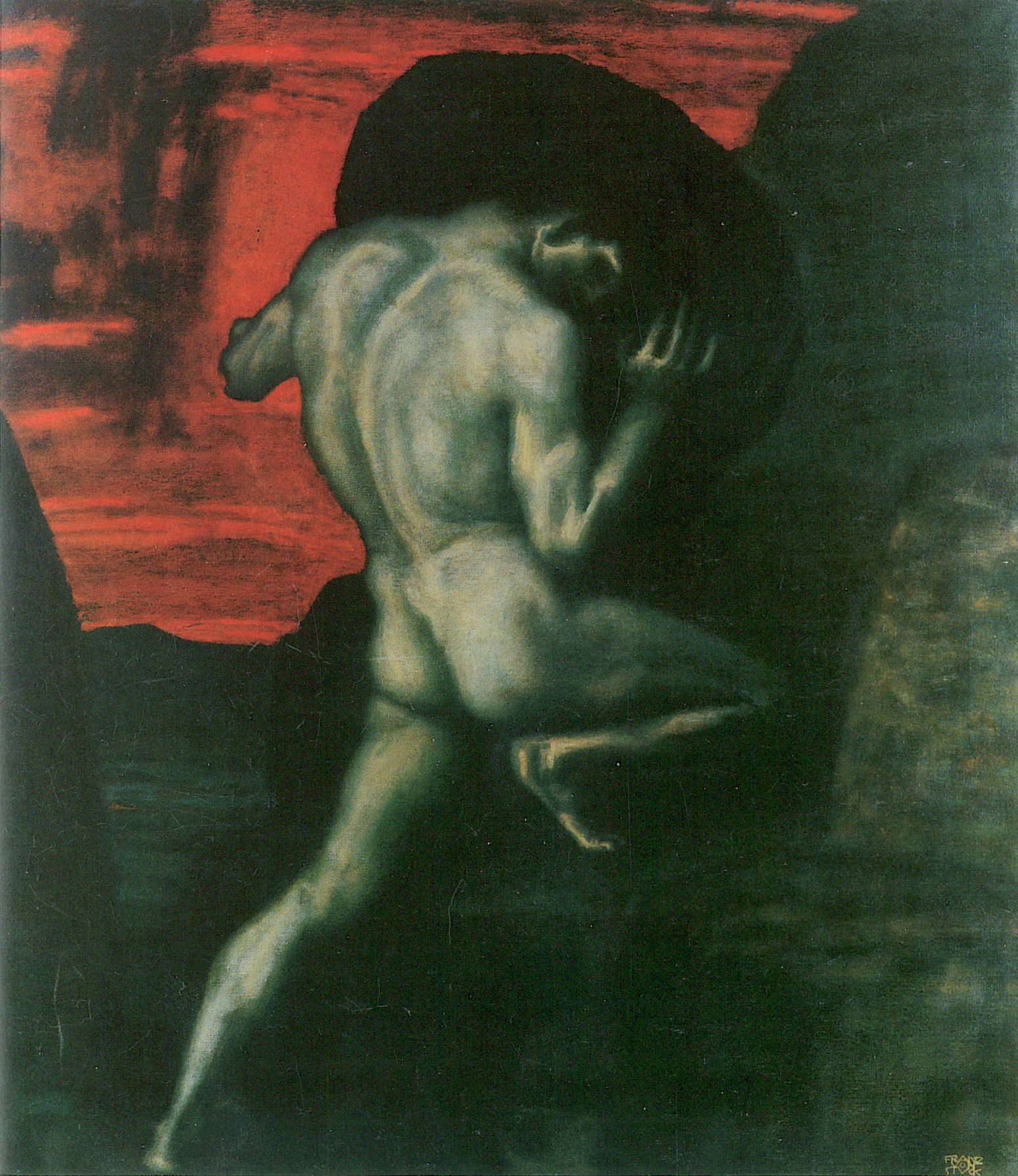
Sísifo, o símbolo do absurdo da existência, pintura de Franz Stuck (1920)

A noção do absurdo contém a ideia de que não há sentido no mundo além do sentido que damos a ele. Essa falta de sentido também abrange a amoralidade ou "injustiça" do mundo. Isso pode ser destacado na maneira como se opõe à perspectiva religiosa abraâmica tradicional, que estabelece que o propósito da vida é o cumprimento dos mandamentos de Deus. É isso que dá sentido à vida das pessoas. Viver a vida do absurdo significa rejeitar uma vida que encontra ou busca um sentido específico para a existência do homem, uma vez que não há nada a ser descoberto. De acordo com Albert Camus, o mundo ou o ser humano não é em si mesmo absurdo. O conceito só surge por meio da justaposição dos dois; a vida se torna absurda devido à incompatibilidade entre os seres humanos e o mundo que habitam. Essa visão constitui uma das duas interpretações do absurdo na literatura existencialista. A segunda visão, elaborada pela primeira vez por Søren Kierkegaard, sustenta que o absurdo se limita às ações e escolhas dos seres humanos. Estas são consideradas absurdas, pois emanam da liberdade humana, minando o seu fundamento fora de si mesmas.
O absurdo contrasta com a afirmação de que "coisas ruins não acontecem a pessoas boas"; para o mundo, metaforicamente falando, não existe uma pessoa boa ou uma pessoa má; o que acontece acontece, e pode muito bem acontecer a uma pessoa "boa" ou a uma pessoa "má". Por causa do absurdo do mundo, qualquer coisa pode acontecer a qualquer pessoa a qualquer momento e um evento trágico pode levar alguém ao confronto direto com o absurdo. Muitas das obras literárias de Kierkegaard, Beckett, Kafka, Dostoiévski, Ionesco, Miguel de Unamuno, Luigi Pirandello, Sartre, Joseph Heller e Camus contêm descrições de pessoas que encontram o absurdo do mundo.
É por causa da devastadora consciência da falta de sentido que Camus afirmou em O Mito de Sísifo que "Só existe um problema filosófico verdadeiramente sério, e esse é o suicídio". Embora as "prescrições" contra as possíveis consequências deletérias desses tipos de encontros variem, do "estágio" religioso de Kierkegaard à insistência de Camus em perseverar apesar do absurdo, a preocupação em ajudar as pessoas a evitar viver suas vidas de maneiras que as colocam em perigo perpétuo de ter tudo significativo desmoronando é comum à maioria dos filósofos existencialistas. A possibilidade de ter tudo significativo desmoronando representa uma ameaça de quietismo, que é inerentemente contra a filosofia existencialista. Foi dito que a possibilidade de suicídio torna todos os humanos existencialistas. O herói supremo do absurdo vive sem sentido e enfrenta o suicídio sem sucumbir a ele.

### Facticidade
A facticidade é definida por Sartre em O Ser e o Nada (1943) como o em-si, que para os humanos assume a forma de ser e não ser. São os fatos da vida pessoal de alguém e, de acordo com Heidegger, é "a maneira como somos lançados no mundo". Isso pode ser mais facilmente compreendido ao considerar a facticidade em relação ao passado de uma pessoa: o passado de alguém forma a pessoa que existe no presente. No entanto, reduzir uma pessoa ao seu passado ignoraria a mudança pela qual uma pessoa passa no presente e no futuro, enquanto dizer que o passado de alguém é apenas o que ele foi, o separaria inteiramente do eu presente. A negação do passado concreto de alguém constitui um estilo de vida inautêntico e também se aplica a outros tipos de facticidade (ter um corpo humano com todas as suas limitações, identidade, valores, etc.).
A facticidade é uma limitação e uma condição de liberdade. É uma limitação no sentido de que uma grande parte da facticidade de uma pessoa consiste em coisas que ela não escolheu (local de nascimento, etc.), mas uma condição de liberdade no sentido de que os valores de alguém provavelmente dependem desses fatores. No entanto, mesmo que a facticidade de alguém seja fixa, ela não pode determinar uma pessoa: ela pode escolher atribuir tanto valor à sua facticidade quanto quiser. Como exemplo, considere dois homens, um dos quais não tem memória de seu passado e o outro que se lembra de tudo. Ambos cometeram muitos crimes, mas o primeiro homem, não se lembrando de nada, leva uma vida bastante normal, enquanto o segundo homem, sentindo-se preso por seu passado, continua uma vida de crime, culpando seu próprio passado. Não há nada essencial sobre ele cometer crimes, mas ele atribui esse sentido ao seu passado.
No entanto, desconsiderar a facticidade de alguém durante a evolução do senso de si mesmo seria uma negação das condições que moldam o eu presente e seria inautêntico. Um exemplo do foco somente em projetos possíveis sem refletir sobre a facticidade atual de alguém seria pensar continuamente sobre possibilidades futuras relacionadas a ser rico (por exemplo, um carro melhor, uma casa maior, melhor qualidade de vida, etc.) sem reconhecer a facticidade de não ter atualmente os meios financeiros para fazê-lo. Neste exemplo, considerando tanto a facticidade quanto a transcendência, um modo autêntico de ser seria considerar projetos futuros que podem melhorar as finanças atuais de alguém (por exemplo, fazer horas extras ou investir economias) para chegar a um futuro real, ou futura facticidade de um modesto aumento salarial, levando ainda mais à compra de um carro acessível.
Outro aspecto da facticidade é que ela envolve angústia. A liberdade "produz" angústia quando limitada pela facticidade e a falta da possibilidade de ter facticidade para "intervir" e assumir a responsabilidade por algo que se fez também produz angústia.
Outro aspecto da liberdade existencial é que alguém pode mudar seus valores. Alguém é responsável por seus valores, independentemente dos valores da sociedade. O foco na liberdade no existencialismo está relacionado aos limites da responsabilidade que alguém carrega, como resultado de sua liberdade. A relação entre liberdade e responsabilidade é de interdependência e um esclarecimento da liberdade também esclarece aquilo pelo qual alguém é responsável.

### Autenticidade
Muitos existencialistas notáveis consideram o tema da existência autêntica importante. A autenticidade envolve a ideia de que alguém tem que "criar a si mesmo" e viver de acordo com esse eu. Para uma existência autêntica, alguém deve agir como si mesmo, não como "seus atos" ou como "seus genes" ou como qualquer outra essência requer. O ato autêntico é aquele de acordo com sua liberdade. Um componente da liberdade é a facticidade, mas não ao ponto em que essa facticidade determina suas escolhas transcendentes (alguém poderia então culpar seu passado por fazer a escolha que fez [projeto escolhido, de sua transcendência]). A facticidade, em relação à autenticidade, envolve agir de acordo com seus valores reais ao fazer uma escolha (em vez de, como o Esteta de Kierkegaard, "escolher" aleatoriamente), de modo que alguém assuma a responsabilidade pelo ato em vez de escolher um ou outro sem permitir que as opções tenham valores diferentes.
Em contraste, o inautêntico é a negação de viver de acordo com a liberdade de alguém. Isso pode assumir muitas formas, desde fingir que as escolhas não têm sentido ou são aleatórias, convencer a si mesmo de que alguma forma de determinismo é verdadeira, ou "mimetismo" onde alguém age como "deveria".
Como alguém "deveria" agir é frequentemente determinado por uma imagem que se tem, de como alguém em tal papel (gerente de banco, domador de leões, trabalhador do sexo, etc.) age. Em O Ser e o Nada, Sartre usa o exemplo de um garçom de "má-fé". Ele meramente participa do "ato" de ser um garçom típico, embora de forma muito convincente. Essa imagem geralmente corresponde a uma norma social, mas isso não significa que toda ação de acordo com as normas sociais seja inautêntica. O ponto principal é a atitude que se toma em relação à própria liberdade e responsabilidade e até que ponto se age de acordo com essa liberdade.

### O Outro e o Olhar
O Outro (escrito com "O" maiúsculo) é um conceito mais propriamente pertencente à fenomenologia e sua explicação da intersubjetividade. No entanto, ele tem sido amplamente utilizado em escritos existencialistas, e as conclusões tiradas diferem ligeiramente das explicações fenomenológicas. O Outro é a experiência de outro sujeito livre que habita o mesmo mundo que uma pessoa. Em sua forma mais básica, é essa experiência do Outro que constitui a intersubjetividade e a objetividade. Para esclarecer, quando alguém experimenta outra pessoa, e essa Outra pessoa experimenta o mundo (o mesmo mundo que uma pessoa experimenta) — apenas de "lá" — o mundo é constituído como objetivo, pois é algo que está "lá" como idêntico para ambos os sujeitos; uma pessoa experimenta a outra pessoa como experimentando as mesmas coisas. Essa experiência do olhar do Outro é o que é denominado Olhar (às vezes a Contemplação).
Enquanto essa experiência, em seu sentido fenomenológico básico, constitui o mundo como objetivo e a si mesmo como subjetividade objetivamente existente (alguém se experimenta como visto no Olhar do Outro precisamente da mesma forma que alguém experimenta o Outro como visto por ele, como subjetividade), no existencialismo, ela também atua como um tipo de limitação da liberdade. Isso ocorre porque o Olhar tende a objetivar o que vê. Quando alguém se experimenta no Olhar, não se experimenta como nada (nenhuma coisa), mas como algo (alguma coisa). No exemplo de Sartre de um homem espiando alguém pelo buraco da fechadura, o homem está completamente preso na situação em que está. Ele está em um estado pré-reflexivo onde toda a sua consciência está direcionada para o que acontece na sala. De repente, ele ouve uma tábua do assoalho rangendo atrás dele e ele se torna consciente de si mesmo como visto pelo Outro. Ele então fica cheio de vergonha porque ele se percebe como perceberia outra pessoa fazendo o que ele estava fazendo — como um Peeping Tom (que sozinho entre os habitantes da cidade espiou o passeio nu de Lady Godiva). Para Sartre, essa experiência fenomenológica da vergonha estabelece provas para a existência de outras mentes e derrota o problema do solipsismo. Para que o estado consciente de vergonha seja experimentado, é preciso tornar-se consciente de si mesmo como um objeto de outro olhar, provando a priori (teóricamente) que outras mentes existem. O Olhar é então co-constitutivo da facticidade de alguém.
Outra característica do Olhar é que nenhum Outro realmente precisa ter estado lá: É possível que o rangido do assoalho fosse simplesmente o movimento de uma casa velha; o Olhar não é algum tipo de experiência telepática mística da maneira real como o Outro nos vê (pode ter havido alguém lá, mas ele pode não ter notado essa pessoa). É apenas a percepção de alguém da maneira como outro pode percebê-lo.

### Angst e pavor
"Angst existencial", às vezes chamada de pavor, ansiedade, ou angústia existencial, é um termo comum a muitos pensadores existencialistas. É geralmente considerada um sentimento negativo decorrente da experiência da responsabilidade e liberdade humanas. O exemplo arquetípico é a experiência que se tem quando se está em um penhasco, onde não só se teme cair dele, mas também se teme a possibilidade de se jogar. Nessa experiência de que "nada me segura", sente-se a falta de qualquer coisa que o predetermine a se jogar ou a ficar parado, e se experimenta a própria liberdade.
Também pode ser visto em relação ao ponto anterior como angst está diante do nada, e é isso que a diferencia do medo que tem um objeto. Embora se possa tomar medidas para remover um objeto de medo, para angst nenhuma medida "construtiva" é possível. O uso da palavra "nada" neste contexto se relaciona à insegurança inerente sobre as consequências das próprias ações e ao fato de que, ao experimentar a liberdade como angst, também se percebe que se é totalmente responsável por essas consequências. Não há nada nas pessoas (geneticamente, por exemplo) que aja em seu lugar — que elas possam culpar se algo der errado. Portanto, nem toda escolha é percebida como tendo consequências possíveis terríveis (e, pode-se afirmar, vidas humanas seriam insuportáveis se cada escolha facilitasse o medo). No entanto, isso não muda o fato de que a liberdade continua sendo uma condição de toda ação.

### Desespero
O desespero é geralmente definido como uma perda de esperança. No existencialismo, é mais especificamente uma perda de esperança em reação a um colapso em uma ou mais das qualidades definidoras da identidade ou de si mesmo. Se uma pessoa está investida em ser um algo em particular, como um motorista de ônibus ou um cidadão honrado, e então descobre que seu "ser algo" está comprometido, ela normalmente seria encontrada em um estado de desespero — um estado sem esperança. Por exemplo, um cantor que perde a habilidade de cantar pode desesperar-se se não tiver mais nada em que apoiar-se — nada em que confiar para sua identidade. Eles se descobrem incapazes de ser o que definiu seu ser.
O que diferencia a noção existencialista de desespero da definição convencional é que o desespero existencialista é um estado em que alguém se encontra mesmo quando não está abertamente em desespero. Enquanto a identidade de uma pessoa depende de qualidades que podem ruir, ela está em desespero perpétuo — e como não há, em termos sartreanos, nenhuma essência humana encontrada na realidade convencional sobre a qual constituir o senso de identidade do indivíduo, o desespero é uma condição humana universal. Como Kierkegaard o define em Enten - Eller: "Que cada um aprenda o que puder; ambos podemos aprender que a infelicidade de uma pessoa nunca reside em sua falta de controle sobre as condições externas, pois isso só a tornaria completamente infeliz." Em As Obras do Amor, ele diz:

Quando a mundanidade da vida terrena abandonada por Deus se fecha em complacência, o ar confinado desenvolve veneno, o momento fica preso e para, a perspectiva é perdida, sente-se a necessidade de uma brisa refrescante e revigorante para limpar o ar e dissipar os vapores venenosos para que não sufoquemos na mundanidade. ... Esperar amorosamente todas as coisas é o oposto de esperar desesperadamente nada. O amor espera todas as coisas — mas nunca é envergonhado. Relacionar-se com expectativa à possibilidade do bem é ter esperança. Relacionar-se com expectativa à possibilidade do mal é temer. Pela decisão de escolher a esperança, decide-se infinitamente mais do que parece, porque é uma decisão eterna.— Søren Kierkegaard As Obras do Amor

## Oposição ao positivismo e ao racionalismo
Os existencialistas se opõem à definição de seres humanos como primariamente racionais e, portanto, se opõem tanto ao positivismo quanto ao racionalismo. O existencialismo afirma que as pessoas tomam decisões com base no sentido subjetivo em vez da racionalidade pura. A rejeição da razão como fonte de sentido é um tema comum do pensamento existencialista, assim como o foco na ansiedade e no pavor que sentimos diante de nosso próprio livre-arbítrio radical e nossa consciência da morte. Kierkegaard defendeu a racionalidade como um meio de interagir com o mundo objetivo (por exemplo, nas ciências naturais), mas quando se trata de problemas existenciais, a razão é insuficiente: "A razão humana tem limites".
Como Kierkegaard, Sartre viu problemas com a racionalidade, chamando-a de uma forma de "má-fé", uma tentativa do eu de impor estrutura a um mundo de fenômenos — "o Outro" — que é fundamentalmente irracional e aleatório. De acordo com Sartre, a racionalidade e outras formas de má-fé impedem as pessoas de encontrar sentido na liberdade. Para tentar suprimir sentimentos de ansiedade e pavor, as pessoas se confinam dentro da experiência cotidiana, Sartre afirmou, renunciando assim às suas liberdades e concordando em serem possuídas de uma forma ou de outra pelo "Olhar" do "Outro" (ou seja, possuídas por outra pessoa — ou pelo menos pela ideia que se tem dessa outra pessoa).

## Religião
Uma leitura existencialista da Bíblia exigiria que o leitor reconhecesse que é um sujeito existente estudando as palavras mais como uma lembrança de eventos. Isso contrasta com olhar para uma coleção de "verdades" que estão fora e não relacionadas ao leitor, mas podem desenvolver um senso de realidade/Deus. Tal leitor não é obrigado a seguir os mandamentos como se um agente externo estivesse forçando esses mandamentos sobre ele, mas como se estivessem dentro dele e o guiando de dentro. Esta é a tarefa que Kierkegaard assume quando pergunta: "Quem tem a tarefa mais difícil: o professor que dá palestras sobre coisas sérias a uma distância de meteoro da vida cotidiana — ou o aluno que deve colocá-la em uso?" Filósofos como Hans Jonas e Rudolf Bultmann introduziram o conceito de demitologização existencialista no campo do cristianismo primitivo e da teologia cristã, respectivamente.

## Confusão com niilismo
Embora o niilismo e o existencialismo sejam filosofias distintas, eles são frequentemente confundidos um com o outro, uma vez que ambos estão enraizados na experiência humana de angústia e confusão que decorre da aparente falta de sentido de um mundo no qual os humanos são compelidos a encontrar ou criar sentido. Uma causa primária de confusão é que Friedrich Nietzsche foi um filósofo importante em ambos os campos.
Filósofos existencialistas frequentemente enfatizam a importância da angústia como significando a absoluta falta de qualquer fundamento objetivo para a ação, um movimento que é frequentemente reduzido ao niilismo existencial ou moral. Um tema difundido na filosofia existencialista, no entanto, é persistir através de encontros com o absurdo, como visto no ensaio filosófico de Albert Camus O Mito de Sísifo (1942): "Deve-se imaginar Sísifo feliz". É muito raramente que filósofos existencialistas descartam a moralidade ou o sentido autocriado: Søren Kierkegaard recuperou uma espécie de moralidade no religioso (embora ele não concordasse que fosse ético; o religioso suspende o ético), e as palavras finais de Jean-Paul Sartre em O Ser e o Nada (1943): "Todas essas questões, que nos remetem a uma reflexão pura e que não é acessória (ou impura), podem encontrar sua resposta apenas no plano ético. Dedicaremos a elas um trabalho futuro."

## História

### Precursores
Alguns argumentaram que o existencialismo tem sido um elemento do pensamento religioso europeu, mesmo antes do termo entrar em uso. William Barrett identificou Blaise Pascal e Søren Kierkegaard como dois exemplos específicos. Jean Wahl também identificou o Príncipe Hamlet de William Shakespeare ("Ser ou não ser"), Jules Lequier, Thomas Carlyle e William James como existencialistas. De acordo com Wahl, "as origens da maioria das grandes filosofias, como as de Platão, Descartes e Kant, podem ser encontradas em reflexões existenciais." Os precursores do existencialismo também podem ser identificados nas obras do filósofo muçulmano iraniano Mulá Sadra (c. 1571–1635), que postularia que "a existência precede a essência" tornando-se o principal expositor da Escola de Isfahan, que é descrita como "viva e ativa".

### Século XIX

#### Kierkegaard e Nietzsche
Kierkegaard é geralmente considerado o primeiro filósofo existencialista. Ele propôs que cada indivíduo — não a razão, a sociedade, ou a ortodoxia religiosa — é o único encarregado de dar sentido à vida e vivê-la sinceramente, ou "autenticamente".
Kierkegaard e Nietzsche foram dois dos primeiros filósofos considerados fundamentais para o movimento existencialista, embora nenhum deles tenha usado o termo "existencialismo" e não esteja claro se eles teriam apoiado o existencialismo do século XX. Eles se concentraram na experiência humana subjetiva em vez das verdades objetivas da matemática e da ciência, que eles acreditavam serem muito distantes ou observacionais para realmente chegar à experiência humana. Como Pascal, eles estavam interessados na luta silenciosa das pessoas com a aparente falta de sentido da vida e no uso da diversão para escapar do tédio. Ao contrário de Pascal, Kierkegaard e Nietzsche também consideraram o papel de fazer escolhas livres, particularmente em relação a valores e crenças fundamentais, e como tais escolhas mudam a natureza e a identidade de quem as faz. O Cavaleiro da fé de Kierkegaard e o Übermensch de Nietzsche são representativos de pessoas que exibem liberdade, no sentido de que definem a natureza de suas próprias existências. O indivíduo idealizado de Nietzsche inventa seus próprios valores e cria os próprios termos sob os quais se destaca. Em contraste, Kierkegaard, oposto ao nível de abstração em Hegel, e não tão hostil (na verdade acolhedor) ao cristianismo quanto Nietzsche, argumenta por meio de um pseudônimo que a certeza objetiva das verdades religiosas (especificamente cristãs) não é apenas impossível, mas até mesmo fundada em paradoxos lógicos. No entanto, ele continua a sugerir que um salto de fé é um meio possível para um indivíduo atingir um estágio mais elevado de existência que transcende e contém tanto um valor estético quanto ético da vida. Kierkegaard e Nietzsche também foram precursores de outros movimentos intelectuais, incluindo o pós-modernismo e várias vertentes da psicoterapia. No entanto, Kierkegaard acreditava que os indivíduos deveriam viver de acordo com seus pensamentos.
Em Crepúsculo dos Ídolos, os sentimentos de Nietzsche ressoam a ideia de "a existência precede a essência". Ele escreve: "ninguém dá ao homem suas qualidades – nem Deus, nem a sociedade, nem seus pais e ancestrais, nem ele mesmo... Ninguém é responsável pela existência do homem, por ele ser tal e tal, ou por ele estar nessas circunstâncias ou neste ambiente... O homem não é o efeito de algum propósito especial de uma vontade e fim..." Dentro dessa visão, Nietzsche vincula sua rejeição à existência de Deus, que ele vê como um meio de "redimir o mundo". Ao rejeitar a existência de Deus, Nietzsche também rejeita crenças que afirmam que os humanos têm um propósito predestinado de acordo com o que Deus instruiu.

#### Dostoiévski
O primeiro autor literário importante também importante para o existencialismo foi o russo, Dostoiévski. Notas do Subterrâneo de Dostoiévski retrata um homem incapaz de se encaixar na sociedade e infeliz com as identidades que ele cria para si mesmo. Sartre, em seu livro sobre existencialismo O Existencialismo é um Humanismo, citou Os Irmãos Karamazov de Dostoiévski como um exemplo de crise existencial. Outros romances de Dostoiévski cobriram questões levantadas na filosofia existencialista ao apresentar enredos divergentes do existencialismo secular: por exemplo, em Crime e Castigo, o protagonista Raskólnikov experimenta uma crise existencial e então se move em direção a uma visão de mundo cristã ortodoxa semelhante à defendida pelo próprio Dostoiévski.

### Início do século XX
Nas primeiras décadas do século XX, vários filósofos e escritores exploraram ideias existencialistas. O filósofo espanhol Miguel de Unamuno y Jugo, em seu livro de 1913 O Sentido Trágico da Vida nos Homens e nas Nações, enfatizou a vida de "carne e osso" em oposição à do racionalismo abstrato. Unamuno rejeitou a filosofia sistemática em favor da busca do indivíduo pela fé. Ele manteve um senso da natureza trágica, até mesmo absurda, da busca, simbolizada por seu interesse duradouro no personagem homônimo do romance Dom Quixote de Miguel de Cervantes. Romancista, poeta e dramaturgo, bem como professor de filosofia na Universidade de Salamanca, Unamuno escreveu um conto sobre a crise de fé de um padre, São Manuel, o Bom, Mártir, que foi coletado em antologias de ficção existencialista. Outro pensador espanhol, José Ortega y Gasset, escrevendo em 1914, sustentou que a existência humana deve ser sempre definida como a pessoa individual combinada com as circunstâncias concretas de sua vida: "Eu sou eu mesmo e minhas circunstâncias". Sartre também acreditava que a existência humana não é uma questão abstrata, mas está sempre "situada".
Embora Martin Buber tenha escrito suas principais obras filosóficas em alemão, e estudado e ensinado nas Universidades de Berlim e Frankfurt, ele se destaca da corrente principal da filosofia alemã. Nascido em uma família judia em Viena em 1878, ele também foi um estudioso da cultura judaica e envolvido em vários momentos no sionismo e no hassidismo. Em 1938, ele se mudou definitivamente para Jerusalém. Sua obra filosófica mais conhecida foi o pequeno livro Eu e Você, publicado em 1922. Para Buber, o fato fundamental da existência humana, facilmente esquecido pelo racionalismo científico e pelo pensamento filosófico abstrato, é "o homem com o homem", um diálogo que ocorre na chamada "esfera do meio".
Dois filósofos russos, Lev Shestov e Nikolai Berdiaev, tornaram-se bem conhecidos como pensadores existencialistas durante seus exílios pós-revolucionários em Paris. Shestov lançou um ataque ao racionalismo e à sistematização na filosofia já em 1905 em seu livro de aforismos Todas as Coisas São Possíveis. Berdiaev traçou uma distinção radical entre o mundo do espírito e o mundo cotidiano dos objetos. A liberdade humana, para Berdiaev, está enraizada no reino do espírito, um reino independente de noções científicas de causalidade. Na medida em que o ser humano individual vive no mundo objetivo, ele está afastado da autêntica liberdade espiritual. O "homem" não deve ser interpretado de forma naturalista, mas como um ser criado à imagem de Deus, um originador de atos livres e criativos. Ele publicou uma grande obra sobre esses temas, O Destino do Homem, em 1931.
Gabriel Marcel, muito antes de cunhar o termo "existencialismo", introduziu importantes temas existencialistas para um público francês em seu ensaio inicial "Existência e Objetividade" (1925) e em seu Jornal Metafísico (1927). Um dramaturgo e também um filósofo, Marcel encontrou seu ponto de partida filosófico em uma condição de alienação metafísica: o indivíduo humano buscando harmonia em uma vida transitória. Harmonia, para Marcel, deveria ser buscada através de "reflexão secundária", uma abordagem "dialógica" ao invés de "dialética" do mundo, caracterizada por "maravilha e espanto" e aberta à "presença" de outras pessoas e de Deus ao invés de meramente à "informação" sobre elas. Para Marcel, tal presença implicava mais do que simplesmente estar lá (como uma coisa pode estar na presença de outra coisa); conotava disponibilidade "extravagante" e a disposição de se colocar à disposição do outro.
Marcel contrastou a reflexão secundária com a reflexão primária abstrata, científico-técnica, que ele associou à atividade do ego cartesiano abstrato. Para Marcel, a filosofia era uma atividade concreta empreendida por um ser humano sensível e encarnado — incorporado — em um mundo concreto. Embora Sartre tenha adotado o termo "existencialismo" para sua própria filosofia na década de 1940, o pensamento de Marcel foi descrito como "quase diametralmente oposto" ao de Sartre. Ao contrário de Sartre, Marcel era cristão e se converteu ao catolicismo em 1929.
Na Alemanha, o psiquiatra e filósofo Karl Jaspers — que mais tarde descreveu o existencialismo como um "fantasma" criado pelo público — chamou seu próprio pensamento, fortemente influenciado por Kierkegaard e Nietzsche, de "Filosofia existencial". Para Jaspers, "Filosofia existencial é o modo de pensamento por meio do qual o homem busca se tornar ele mesmo... Este modo de pensamento não reconhece objetos, mas elucida e torna real o ser do pensador".
Jaspers, um professor da universidade de Heidelberg, conhecia Heidegger, que ocupou uma cátedra em Marburgo antes de ascender à cadeira de Husserl em Friburgo em 1928. Eles mantiveram muitas discussões filosóficas, mas depois se afastaram devido ao apoio de Heidegger ao nazismo. Eles compartilhavam uma admiração por Kierkegaard, e na década de 1930, Heidegger deu muitas palestras sobre Nietzsche. No entanto, até que ponto Heidegger deve ser considerado um existencialista é discutível. Em Ser e Tempo, ele apresentou um método de enraizar explicações filosóficas na existência humana a ser analisado em termos de categorias existenciais; e isso levou muitos comentaristas a tratá-lo como uma figura importante no movimento existencialista.

### Depois da Segunda Guerra Mundial
Após a Segunda Guerra Mundial, o existencialismo tornou-se um movimento filosófico e cultural bem conhecido e significativo, principalmente por meio da proeminência pública de dois escritores franceses, Jean-Paul Sartre e Albert Camus, que escreveram romances best-sellers, peças de teatro e jornalismo amplamente lido, bem como textos teóricos. Esses anos também testemunharam a crescente reputação de Ser e Tempo fora da Alemanha.

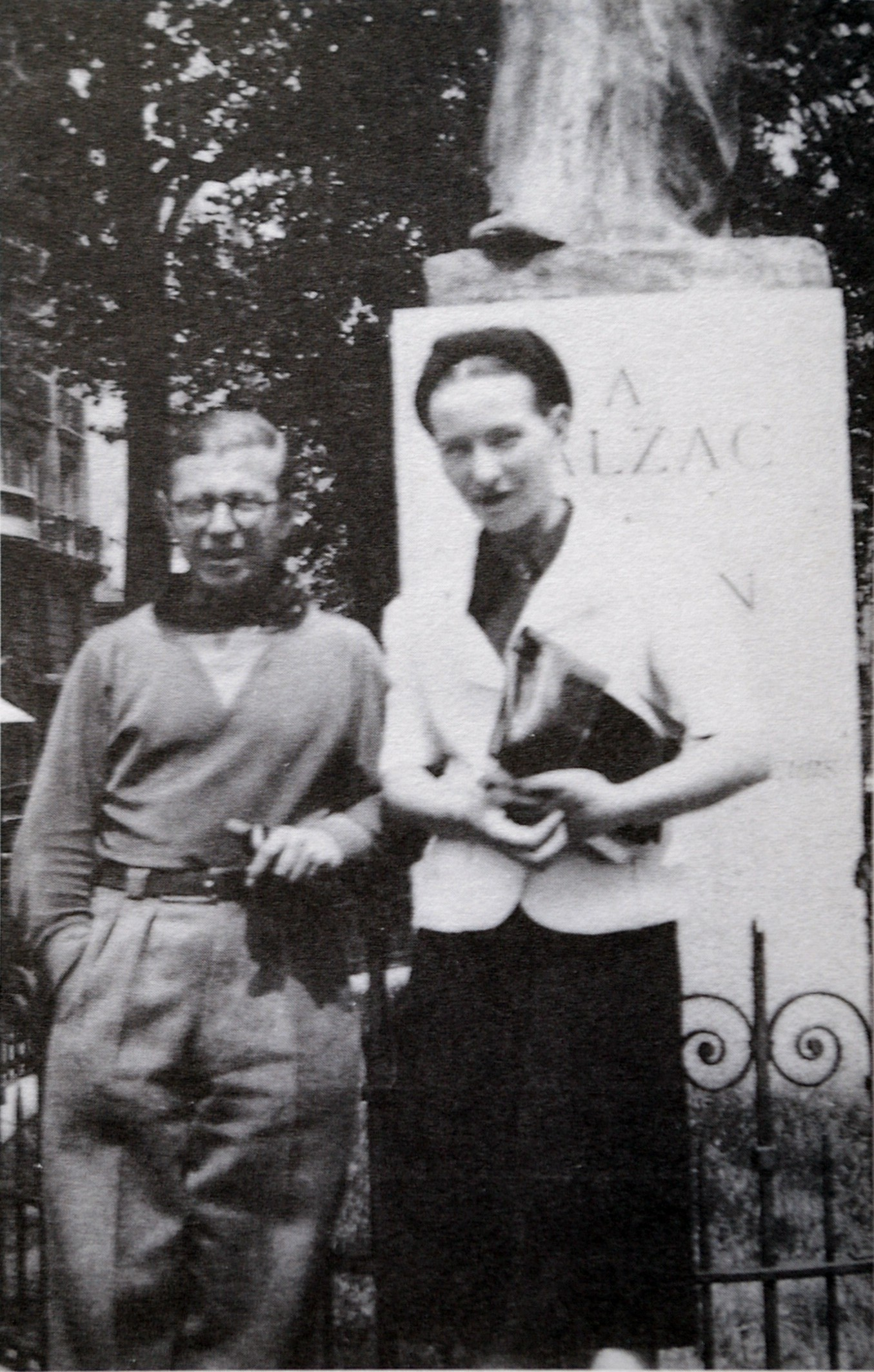
Filósofos franceses Jean-Paul Sartre e Simone de Beauvoir

Sartre abordou temas existencialistas em seu romance de 1938, A Náusea, e nos contos de sua coleção de 1939, O Muro, e publicou seu tratado sobre o existencialismo, O Ser e o Nada, em 1943, mas foi nos dois anos seguintes à libertação de Paris das forças de ocupação alemãs que ele e seus associados próximos — Camus, Simone de Beauvoir, Maurice Merleau-Ponty e outros — tornaram-se internacionalmente famosos como as principais figuras de um movimento conhecido como existencialismo. Em um período muito curto de tempo, Camus e Sartre em particular se tornaram os principais intelectuais públicos da França do pós-guerra, alcançando no final de 1945 "uma fama que atingiu todos os públicos". Camus foi editor do jornal de esquerda mais popular (antiga Resistência Francesa), Combat; Sartre lançou seu jornal de pensamento esquerdista, Les Temps Modernes, e duas semanas depois deu a palestra amplamente divulgada sobre existencialismo e humanismo secular para uma reunião lotada do Club Maintenant. Beauvoir escreveu que "não passava uma semana sem que os jornais nos discutissem"; o existencialismo se tornou "a primeira mania da mídia da era pós-guerra."
No final de 1947, a ficção e as peças anteriores de Camus foram reimpressas, sua nova peça Calígula foi encenada e seu romance A Peste foi publicado; os dois primeiros romances da trilogia Os Caminhos da Liberdade de Sartre apareceram, assim como o romance O Sangue dos Outros de Beauvoir. Obras de Camus e Sartre já estavam aparecendo em edições estrangeiras. Os existencialistas baseados em Paris tornaram-se famosos.
Sartre viajou para a Alemanha em 1930 para estudar a fenomenologia de Edmund Husserl e Martin Heidegger, e incluiu comentários críticos sobre o trabalho deles em seu principal tratado O Ser e o Nada. O pensamento de Heidegger também se tornou conhecido nos círculos filosóficos franceses por meio de seu uso por Alexandre Kojève na explicação de Hegel em uma série de palestras dadas em Paris na década de 1930. As palestras foram altamente influentes; os membros da audiência incluíam não apenas Sartre e Merleau-Ponty, mas Raymond Queneau, Georges Bataille, Louis Althusser, André Breton e Jacques Lacan. Uma seleção de Ser e Tempo foi publicada em francês em 1938, e seus ensaios começaram a aparecer em periódicos de filosofia franceses.

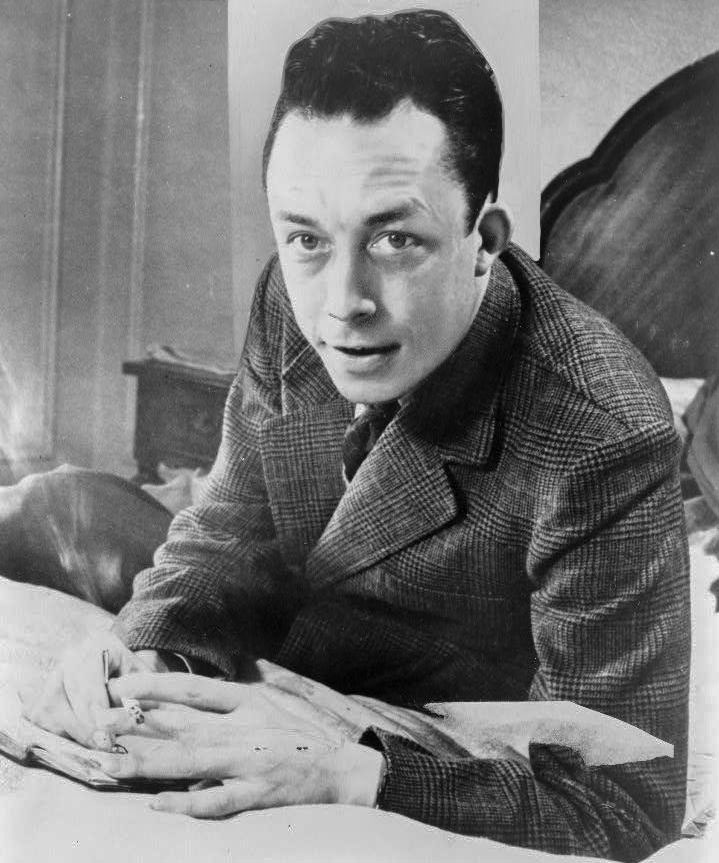
Filósofo, romancista e dramaturgo francês Albert Camus

Heidegger leu a obra de Sartre e ficou inicialmente impressionado, comentando: "Aqui pela primeira vez encontrei um pensador independente que, desde as fundações, experimentou a área a partir da qual penso. Seu trabalho mostra uma compreensão tão imediata da minha filosofia como eu nunca havia encontrado antes." Mais tarde, no entanto, em resposta a uma pergunta feita por seu seguidor francês Jean Beaufret, Heidegger se distanciou da posição de Sartre e do existencialismo em geral em sua Carta sobre o Humanismo. A reputação de Heidegger continuou a crescer na França durante as décadas de 1950 e 1960. Na década de 1960, Sartre tentou reconciliar o existencialismo e o marxismo em sua obra Crítica da Razão Dialética. Um tema importante em seus escritos foi liberdade e responsabilidade.
Camus era amigo de Sartre, até a briga entre eles, e escreveu várias obras com temas existenciais, incluindo O Rebelde, Verão em Argel, O Mito de Sísifo e O Estrangeiro, sendo este último "considerado — para o que teria sido a irritação de Camus — o romance existencialista exemplar". Camus, como muitos outros, rejeitou o rótulo existencialista e considerou suas obras preocupadas em enfrentar o absurdo. No livro titular, Camus usa a analogia do mito grego de Sísifo para demonstrar a futilidade da existência. No mito, Sísifo é condenado por toda a eternidade a rolar uma pedra colina acima, mas quando ele atinge o cume, a pedra rolará para o fundo novamente. Camus acredita que essa existência é inútil, mas que Sísifo finalmente encontra significado e propósito em sua tarefa, simplesmente se aplicando continuamente a ela. A primeira metade do livro contém uma refutação estendida do que Camus considerou ser filosofia existencialista nas obras de Kierkegaard, Shestov, Heidegger e Jaspers.
Simone de Beauvoir, uma importante existencialista que passou grande parte de sua vida como parceira de Sartre, escreveu sobre a ética existencialista feminista em suas obras, incluindo O Segundo Sexo e A Ética da Ambiguidade. Embora muitas vezes esquecida devido ao seu relacionamento com Sartre, de Beauvoir integrou o existencialismo com outras formas de pensamento, como o feminismo, inédito na época, resultando em alienação de colegas escritores como Camus.
Paul Tillich, um importante teólogo existencialista seguindo Kierkegaard e Karl Barth, aplicou conceitos existencialistas à teologia cristã e ajudou a introduzir a teologia existencial ao público em geral. Sua obra seminal  A Coragem de Ser segue a análise de Kierkegaard sobre a ansiedade e o absurdo da vida, mas apresenta a tese de que os humanos modernos devem, por meio de Deus, atingir a individualidade apesar do absurdo da vida. Rudolf Bultmann usou a filosofia da existência de Kierkegaard e Heidegger para desmitologizar o cristianismo, interpretando conceitos míticos cristãos em conceitos existencialistas.
Maurice Merleau-Ponty, um fenomenólogo existencial, foi por um tempo companheiro de Sartre. A Fenomenologia da Percepção de Merleau-Ponty (1945) foi reconhecida como uma declaração importante do existencialismo francês. Foi dito que a obra Humanismo e Terror de Merleau-Ponty influenciou muito Sartre. No entanto, nos últimos anos, eles discordariam irreparavelmente, dividindo muitos existencialistas como de Beauvoir, que ficaram do lado de Sartre.
Colin Wilson, um escritor inglês, publicou seu estudo O Estranho em 1956, inicialmente com aclamação da crítica. Neste livro e em outros (por exemplo, Introdução ao Novo Existencialismo), ele tentou revigorar o que ele percebia como uma filosofia pessimista e trazê-la para um público mais amplo. Ele não era, no entanto, academicamente treinado, e seu trabalho foi atacado por filósofos profissionais por falta de rigor e padrões críticos.

## Influência fora da filosofia

### Arte

#### Cinema e televisão

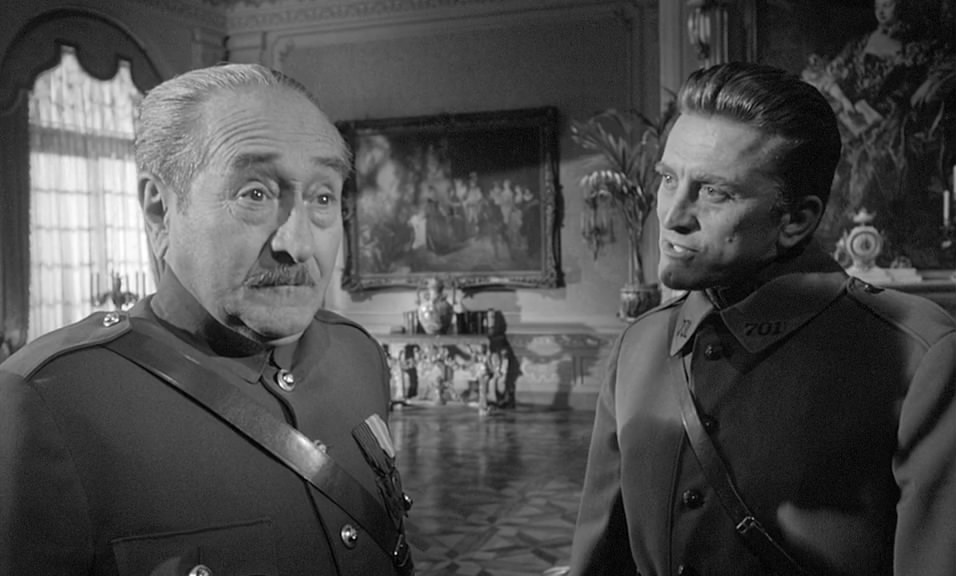
Adolphe Menjou (esquerda) e Kirk Douglas (direita) em Glória Feita de Sangue (1957)

O filme anti-guerra de Stanley Kubrick de 1957, Glória Feita de Sangue, "ilustra e até ilumina... o existencialismo" ao examinar o "absurdo necessário da condição humana" e o "horror da guerra". O filme conta a história de um regimento fictício do exército francês da Primeira Guerra Mundial ordenado a atacar uma fortaleza alemã inexpugnável; quando o ataque falha, três soldados são escolhidos aleatoriamente, submetidos à corte marcial por uma "corte canguru" e executados por um pelotão de fuzilamento. O filme examina a ética existencialista, como a questão de se a objetividade é possível e o "problema da autenticidade". O filme de Orson Welles de 1962, O Processo, baseado no livro de Franz Kafka de mesmo nome (Der Prozeß), é característico de temas existencialistas e absurdistas em sua representação de um homem (Joseph K.) preso por um crime cujas acusações não são reveladas a ele nem ao leitor.
Neon Genesis Evangelion é uma série de animação de ficção científica japonesa criada pelo estúdio de anime Gainax e foi dirigida e escrita por Hideaki Anno. Temas existenciais de individualidade, consciência, liberdade, escolha e responsabilidade são fortemente utilizados em toda a série, particularmente através das filosofias de Jean-Paul Sartre e Søren Kierkegaard. O título do episódio 16, "A Doença Até a Morte, E..." (死に至る病、そして, Shi ni itaru yamai, soshite) é uma referência ao livro de Kierkegaard, O Desespero Humano.
Alguns filmes contemporâneos que tratam de questões existencialistas incluem Melancolia, Clube da Luta, Huckabees - A Vida É uma Comédia, Waking Life, Matrix, Gente como a Gente, A Vida em um Dia, Barbie e Tudo em Todo o Lugar ao Mesmo Tempo. Da mesma forma, filmes ao longo do século XX, como O Sétimo Selo, Viver, Taxi Driver – Motorista de Táxi, os filmes Toy Story, Pokémon – O Filme, O Vingador Silencioso, O Fantasma do Futuro, Ensina-Me a Viver, Matar ou Morrer, Sem Destino, Um Estranho no Ninho, Laranja Mecânica, Feitiço do Tempo, Apocalipse Now, Terra de Ninguém e Blade Runner - O Caçador de Androides também têm características existencialistas.
Diretores notáveis conhecidos por seus filmes existencialistas incluem Ingmar Bergman, Béla Tarr, Robert Bresson, Jean-Pierre Melville, François Truffaut, Jean-Luc Godard, Michelangelo Antonioni, Akira Kurosawa, Terrence Malick, Stanley Kubrick, Andrei Tarkovsky, Éric Rohmer, Wes Anderson, Woody Allen e Christopher Nolan. Sinédoque, Nova York de Charlie Kaufman foca no desejo do protagonista de encontrar um significado existencial. Da mesma forma, em O Barba-Ruiva de Kurosawa, as experiências do protagonista como estagiário em uma clínica de saúde rural no Japão o levam a uma crise existencial em que ele questiona sua razão de ser. Isso, por sua vez, o leva a uma melhor compreensão da humanidade. O filme francês, A Espuma dos Dias (dirigido por Michel Gondry) abraçou vários elementos do existencialismo. O filme Um Sonho de Liberdade, lançado em 1994, retrata a vida em uma prisão no Maine, Estados Unidos, para explorar vários conceitos existencialistas.

#### Literatura

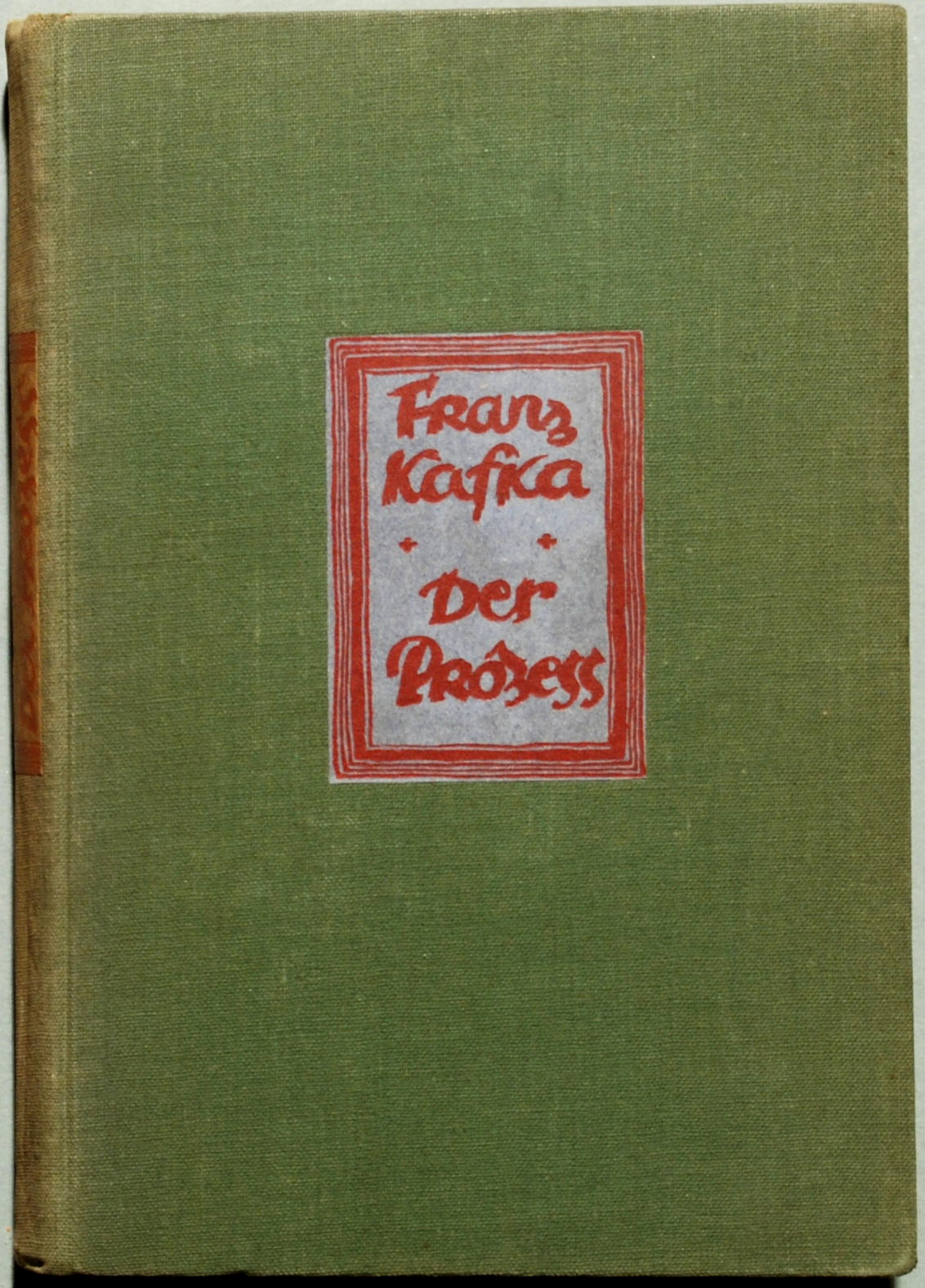
Primeira edição de O Processo de Franz Kafka (1925)

Perspectivas existenciais também são encontradas na literatura moderna em vários graus, especialmente desde a década de 1920. Viagem ao Fim da Noite (1932) de Louis-Ferdinand Céline, celebrado por Sartre e Beauvoir, continha muitos dos temas que seriam encontrados na literatura existencial posterior e é, de certa forma, o romance protoexistencial. O romance A Náusea de Jean-Paul Sartre de 1938 foi "imerso em ideias existenciais" e é considerado uma forma acessível de compreender sua postura filosófica. Entre 1900 e 1960, outros autores como Albert Camus, Franz Kafka, Rainer Maria Rilke, T. S. Eliot, Yukio Mishima, Hermann Hesse, Luigi Pirandello, Ralph Ellison, e Jack Kerouac compuseram literatura ou poesia que continha, em graus variados, elementos de pensamento existencial ou protoexistencial. A influência da filosofia chegou até mesmo à literatura de baixa qualidade logo após a virada do século XX, como visto na disparidade existencial testemunhada na falta de controle do homem sobre seu destino nas obras de H. P. Lovecraft.

#### Teatro
Sartre escreveu Entre Quatro Paredes em 1944, uma peça existencialista publicada originalmente em francês como Huis Clos (que significa In Camera ou "atrás de portas fechadas"), que é a fonte da citação popular, "O inferno são as outras pessoas." (Em francês, "L'enfer, c'est les autres"). A peça começa com um criado levando um homem para uma sala que o público logo percebe que é no inferno. Eventualmente, ele é acompanhado por duas mulheres. Após a entrada delas, o criado sai e a porta é fechada e trancada. Todos os três esperam ser torturados, mas nenhum torturador chega. Em vez disso, eles percebem que estão lá para torturar um ao outro, o que eles fazem efetivamente ao sondar os pecados, desejos e memórias desagradáveis um do outro.
Temas existencialistas são exibidos no Teatro do absurdo, notavelmente em Esperando Godot, de Samuel Beckett, em que dois homens se divertem enquanto esperam ansiosamente por alguém (ou algo) chamado Godot que nunca chega. Eles alegam que Godot é um conhecido, mas, na verdade, mal o conhecem, admitindo que não o reconheceriam se o vissem. Samuel Beckett, uma vez questionado sobre quem ou o que é Godot, respondeu: "Se eu soubesse, teria dito isso na peça". Para se ocuparem, os homens comem, dormem, conversam, discutem, cantam, jogam, se exercitam, trocam de chapéus e contemplam o suicídio — qualquer coisa "para manter o terrível silêncio sob controle". A peça "explora várias formas e situações arquetípicas, todas as quais se prestam tanto à comédia quanto ao pathos." A peça também ilustra uma atitude em relação à experiência humana na terra: a pungência, a opressão, a camaradagem, a esperança, a corrupção e a perplexidade da experiência humana que podem ser reconciliadas apenas na mente e na arte do absurdista. A peça examina questões como a morte, o sentido da existência humana e o lugar de Deus na existência humana.
Rosencrantz & Guildenstern Estão Mortos, de Tom Stoppard, é uma tragicomédia absurda encenada pela primeira vez no Festival Fringe de Edimburgo em 1966. A peça expande as façanhas de dois personagens secundários de Hamlet, de Shakespeare. Comparações também foram feitas com Esperando Godot, de Samuel Beckett, pela presença de dois personagens centrais que aparecem quase como duas metades de um único personagem. Muitas características do enredo também são semelhantes: os personagens passam o tempo jogando "Perguntas", personificando outros personagens e interrompendo uns aos outros ou permanecendo em silêncio por longos períodos de tempo. Os dois personagens são retratados como dois palhaços ou tolos em um mundo além de sua compreensão. Eles tropeçam em argumentos filosóficos sem perceber as implicações e refletem sobre a irracionalidade e aleatoriedade do mundo.
Antígona de Jean Anouilh também apresenta argumentos fundados em ideias existencialistas. É uma tragédia inspirada na mitologia grega e na peça de mesmo nome (Antígona, de Sófocles) do século V AEC. Em inglês, muitas vezes é distinguida de sua antecedente por ser pronunciada em sua forma original em francês. A peça foi encenada pela primeira vez em Paris em 6 de fevereiro de 1944, durante a ocupação nazista da França. Produzida sob censura nazista, a peça é propositalmente ambígua no que diz respeito à rejeição da autoridade (representada por Antígona) e à aceitação dela (representada por Creonte). Os paralelos com a Resistência Francesa e a ocupação nazista foram traçados. Antígona rejeita a vida como desesperadamente sem sentido, mas sem escolher afirmativamente uma morte nobre. O ponto crucial da peça é o longo diálogo sobre a natureza do poder, do destino e da escolha, durante o qual Antígona diz que está "... enojada com [a]... promessa de uma felicidade monótona." Ela afirma que prefere morrer do que viver uma existência medíocre.
O crítico Martin Esslin, em seu livro Teatro do Absurdo, destacou quantos dramaturgos contemporâneos, como Samuel Beckett, Eugène Ionesco, Jean Genet e Arthur Adamov, teceram em suas peças a crença existencialista de que somos seres absurdos soltos em um universo vazio de significado real. Esslin observou que muitos desses dramaturgos demonstraram a filosofia melhor do que as peças de Sartre e Camus. Embora a maioria desses dramaturgos, posteriormente rotulados de "Absurdistas" (com base no livro de Esslin), negassem afiliações com o existencialismo e fossem frequentemente firmemente antifilosóficos (por exemplo, Ionesco frequentemente afirmava que se identificava mais com a 'Patafísica ou com o Surrealismo do que com o existencialismo), os dramaturgos são frequentemente ligados ao existencialismo com base na observação de Esslin.

### Psicanálise e psicoterapia
Um grande desdobramento do existencialismo como filosofia é a psicanálise e a psicologia existencialista, que se cristalizaram pela primeira vez na obra de Otto Rank, o associado mais próximo de Freud por 20 anos. Sem ter conhecimento dos escritos de Rank, Ludwig Binswanger foi influenciado por Freud, Edmund Husserl, Heidegger e Sartre. Uma figura posterior foi Viktor Frankl, que conheceu Freud brevemente quando jovem. Sua logoterapia pode ser considerada uma forma de terapia existencialista. Os existencialistas também influenciariam a psicologia social, a microssociologia antipositivista, o interacionismo simbólico e o pós-estruturalismo, com a obra de pensadores como Georg Simmel: e Michel Foucault. Foucault foi um grande leitor de Kierkegaard, embora quase nunca se refira a este autor, que, no entanto, teve para ele uma importância tão secreta quanto decisiva.
Um dos primeiros contribuidores da psicologia existencialista nos Estados Unidos foi Rollo May, que foi fortemente influenciado por Kierkegaard e Otto Rank. Um dos escritores mais prolíficos sobre técnicas e teoria da psicologia existencialista nos EUA é Irvin D. Yalom. Yalom afirma que

Além de sua reação contra o modelo mecanicista e determinista da mente de Freud e sua suposição de uma abordagem fenomenológica na terapia, os analistas existencialistas têm pouco em comum e nunca foram considerados uma escola ideológica coesa. Esses pensadores — que incluem Ludwig Binswanger, Medard Boss, Eugène Minkowski, V. E. Gebsattel, Roland Kuhn, G. Caruso, F. T. Buytendijk, G. Bally e Victor Frankl — eram quase totalmente desconhecidos da comunidade psicoterapêutica americana até que o livro altamente influente de Rollo May, Existência, de 1958 — e especialmente seu ensaio introdutório — introduziu seu trabalho neste país.
Uma colaboradora mais recente para o desenvolvimento de uma versão europeia da psicoterapia existencialista é a britânica Emmy van Deurzen.:
A importância da ansiedade no existencialismo a torna um tópico popular na psicoterapia. Os terapeutas frequentemente oferecem a filosofia existencialista como uma explicação para a ansiedade. A afirmação é que a ansiedade se manifesta na liberdade completa de um indivíduo para decidir e na responsabilidade completa pelo resultado de tais decisões. Os psicoterapeutas que usam uma abordagem existencialista acreditam que um paciente pode aproveitar sua ansiedade e usá-la construtivamente. Em vez de suprimir a ansiedade, os pacientes são aconselhados a usá-la como base para a mudança. Ao abraçar a ansiedade como inevitável, uma pessoa pode usá-la para atingir seu potencial máximo na vida. A psicologia humanista também teve grande ímpeto da psicologia existencialista e compartilha muitos dos princípios fundamentais. A teoria da gestão do terror, baseada nos escritos de Ernest Becker e Otto Rank, é uma área de estudo em desenvolvimento dentro do estudo acadêmico da psicologia. Ela analisa o que os pesquisadores afirmam serem reações emocionais implícitas de pessoas confrontadas com o conhecimento de que eventualmente morrerão.
Além disso, Gerd B. Achenbach atualizou a tradição socrática com sua própria mistura de aconselhamento filosófico; assim como Michel Weber com seu Chromatiques Center na Bélgica.

## Críticas

### Críticas gerais
Walter Kaufmann criticou "os métodos profundamente doentios e o perigoso desprezo pela razão que têm sido tão proeminentes no existencialismo".  Filósofos positivistas lógicos, como Rudolf Carnap e A. J. Ayer, afirmam que os existencialistas muitas vezes ficam confusos sobre o verbo "ser" em suas análises do "sendo". Especificamente, eles argumentam que o verbo "ser" (em sua forma "é") é transitivo e prefixado a um predicado (por exemplo, uma maçã é vermelha) (sem um predicado, a palavra "é" não tem sentido), e que os existencialistas frequentemente usam mal o termo dessa maneira. Colin Wilson afirmou em seu livro Os Anos De Raiva que o existencialismo criou muitas de suas próprias dificuldades: "Podemos ver como essa questão da liberdade da vontade foi viciada pela filosofia pós-romântica, com sua tendência inerente à preguiça e ao tédio, também podemos ver como aconteceu que o existencialismo se viu em um buraco que ele mesmo cavou, e como os desenvolvimentos filosóficos desde então equivaleram a andar em círculos em torno desse buraco."

### Críticas à filosofia de Sartre
Muitos críticos argumentam que a filosofia de Sartre é contraditória. Especificamente, eles argumentam que Sartre faz argumentos metafísicos apesar de afirmar que suas visões filosóficas ignoram a metafísica. Herbert Marcuse criticou O Ser e o Nada por projetar ansiedade e falta de sentido na natureza da própria existência: "Na medida em que o Existencialismo é uma doutrina filosófica, ele continua sendo uma doutrina idealista: ele hipostasia condições históricas específicas da existência humana em características ontológicas e metafísicas. O Existencialismo, portanto, torna-se parte da própria ideologia que ataca, e seu radicalismo é ilusório."
Na Carta sobre o Humanismo, Heidegger criticou o existencialismo de Sartre:

O existencialismo diz que a existência precede a essência. Nesta declaração, ele está tomando existentia e essentia de acordo com seu sentido metafísico, que, desde o tempo de Platão, disse que essentia precede existentia. Sartre inverte esta declaração. Mas a reversão de uma declaração metafísica continua sendo uma declaração metafísica. Com ela, ele fica com a metafísica, no esquecimento da verdade do Ser.